# Julio Pascual
Julio Pascual Martín (nacido en Toledo en 1879, España y fallecido en esta misma ciudad castellana el 6 de diciembre de 1967) fue un artista en el trabajo del hierro y en la especialidad del esmalte. Se le considera como el último de los grandes rejeros toledanos en la técnica de la forja, sin emplear medios modernos, continuador de los rejeros renacentistas Villalpando y Céspedes.

## Biografía
Julio Pascual estudió en horario nocturno en la Escuela de Artes y Oficios de Toledo, creada en 1882 y edificada por el arquitecto Mélida. Por aquellos años el director académico era Matías Moreno.
En la escuela existían dos grandes aulas para el estudio del dibujo. En una, los alumnos copiaban láminas de obras clásicas y tras este aprendizaje pasaban a la otra donde copiaban directamente del yeso, es decir de reproducciones artísticas hechas en escayola, copias a su vez de obras maestras griegas, romanas, renacentista, etc. Julio Pascual, al ser un dibujante nato, pasó directamente a la sala del yeso donde pronto demostró un gran dominio sobre la técnica del estón y el difumino en papel Ingres blanco. Demostró también grandes dotes para la pintura y la escultura, hasta que descubrió el arte de la forja del hierro, actividad por la que demostró tener unas especiales aptitudes, lo mismo que con el arte del esmalte, que supo dominar a la perfección y cuyas clases de enseñanza fueron famosas entre sus contemporáneos.
Tras el periodo de aprendizaje fue profesor de término en la Escuela de Artes de Toledo. A lo largo de su vida recibió premios y galardones tanto en exposiciones como en la propia Escuela y en la Real Academia de Bellas Artes y Ciencias Históricas, donde tuvo el honor de ser académico durante 48 años (22 como presidente).
No dejó nunca su faceta de enseñante, que ejerció con una verdadera vocación tanto en la forja como en los esmaltes. Fue también Vocal del Museo Nacional de Artes Decorativas de Madrid.
Su vida familiar transcurrió junto a su mujer, habitando ambos en la pequeña casa del cerro de los Palos, un cigarral cercano a Toledo, vivienda que contaba con dos habitaciones, suficiente espacio para el matrimonio; una servía de comedor y otra como alcoba. A través del jardín, que en el buen tiempo hacía las veces de cuarto de estar y sala de visitas, se accedía a otra estancia destinada a taller.
Tuvo una importante implicación en la creación del tejido empresarial toledano, siendo uno de los fundadores en 1933 de la Mutua Patronal de Accidentes de Trabajo denominada Seguros Soliss, que hoy en día pervive.
Después de la muerte de su mujer, ya muy anciana, Julio Pascual empezó a sentir una serie de dolencias necesitando con frecuencia la visita de su médico A. López-Fando. Se sintió enfermo de soledad y comenzó a percibir una opresión que él llamaba un ahoguillo. El sentimiento de vejez le perseguía repitiendo a menudo:

Voy notando que soy viejo en que me voy quedando solo…

Poco a poco fue suprimiendo las salidas fuera de casa, incluso a su taller del jardín. Tampoco acudía a la Academia y todas las consultas y cumplimientos tuvieron lugar en el comedor de su casa o en el jardín. Murió el 6 de diciembre de 1967.

## Julio Pascual académico
Durante 48 años fue académico de la Real Academia de Bellas Artes y Ciencias Históricas, actuando como Presidente en el transcurso de 22 años. Al tercer año de la fundación de esta Academia fue elegido como Numerario (marzo de 1919), en la Sección de Bellas Artes. El domingo día 6 de julio de ese año tuvo lugar el acto de recepción en el salón de actos del Excelentísimo Ayuntamiento, presidido por:
- Gobernador civil, Alejandro de Castro
- Alcalde de Toledo, Justo Villarreal
- Presidente fundador de la Academia, Rafael Ramírez de Arellano

En el libro de actas consta lo siguiente:

Asistieron los canónigos Frutos Valiente, Esténaga. Envió un telegrama de felicitación desde Pontevedra el cardenal Guisasola

Su discurso académico trató sobre la Rejería toledana desde fines del siglo XV hasta el XVII, presentando un estudio completo sobre la rejería de la catedral de Toledo y sobre la técnica empleada.

## Técnica empleada por Julio Pascual
Antes de que la obra tuviera su culminación en el taller, el artista seguía unos primeros pasos que consistían primeramente en un dibujo a lápiz o a pluma. Recibía encargos de distintos puntos del mundo (Bélgica, Alemania, Estados Unidos, Hispanoamérica, España), y de muy variados temas: rejas, candelabros, farolas, braseros, etc. Cuando veía que el resultado de estos dibujos le satisfacía trasladaba al taller los cartones para transformarlos con el martillo y el yunque en verdaderas obras maestras. Al terminar el trabajo de forja se deshacía de dichos cartones pues no repetía nunca los modelos. Para cada encargo hacía dibujos nuevos, de manera que la producción no fue nunca industrializada por lo que sus ganancias eran mínimas y daban sólo para vivir modestamente. Además del taller al fondo de su jardín, tenía otro en San Juan de la Penitencia en el que trabajaba también con el martillo y el yunque más el cincel con que repujaba la plata y otros metales.
No era partidario de usar la policromía sobre el hierro porque decía que «no se debe ocultar el golpe de la herramienta que equivale a la pincelada del pintor en un cuadro, algo muy personal que no debe anularse».

## Obras
Su trabajo fue amplio y la mayoría de sus obras están repartidas por varios países de los que recibía múltiples encargos. En su Toledo natal es donde queda menos testimonio.
Además de los trabajos de creación propia desarrolló otros más ingratos y aparentemente menos importantes, trabajos de restauración de obras de arte que se habrían perdido para siempre de no ser por su paciencia y profesionalidad para recuperarlas. Se requería para ello unas condiciones especiales de dominio del arte de los metales y esas condiciones estaban en la persona de Julio Pascual. De esta manera se pudieron recuperar obras importantes catalogadas y descritas como de sumo valor, a la sazón dadas por perdidas por el gran deterioro de que eran objeto.

### Algunas obras propias

#### En Toledo
- En la capilla mozárabe de la catedral de Toledo, reja en estilo gótico que separa el coro del resto de la estancia.[2]
- Reja exterior del Cristo de la Luz, que fue retirada en una de las restauraciones del edificio.[3]
- Rejas de factura muy sobria de la Escuela de Arte.
- Conjunto de hierros de las fachadas de la Audiencia, obra de la que no se sentía muy orgulloso y que criticaba continuamente. Hoy están sustituidos por otros.
- Reja del interior del zaguán del Palacio Arzobispal. Los dibujos previos no fueron obra suya sino impuestos. Julio Pascual no estuvo nunca de acuerdo con estos cartones que consideraba poco armoniosos y con una policromía que no era adecuada al lugar. También es obra suya el balcón lateral de dicho zaguán donde tuvo plena libertad de dibujo y ejecución.
- Montante de la puerta de entrada San Juan de los Reyes y reja  que da de la iglesia al claustro, en estilo renacentista.
- Lámparas de la Venta de Aires.
- Faroles de alumbrado público.
- Cama forjada, encargo de la duquesa viuda de Lerma.
- Estación del Ferrocarril de Toledo.

#### Fuera de Toledo

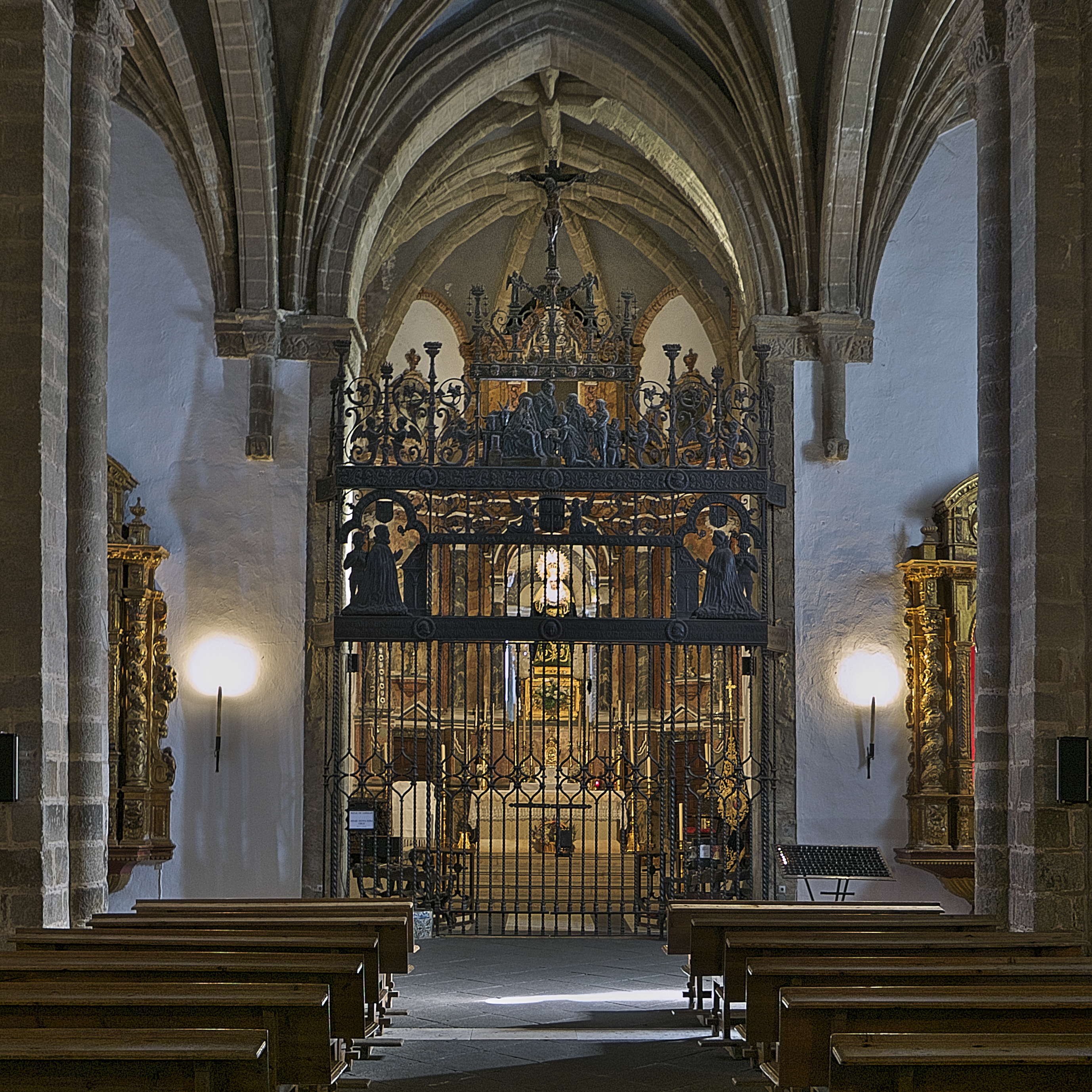
Iglesia prioral de Aracena

- Tras un concurso nacional, ejecutó los monumentales faroles del Ministerio de Educación y Ciencia en Madrid.
- Rejas de la capilla funeraria de la familia Sánchez Dalp en la iglesia parroquial de Aracena. Las montó personalmente.
- Decoración del palacio episcopal de Ciudad Real, a instancias del deán Narciso Esténaga, en el momento de ser elegido obispo-prior.

#### Orfebrería
Fue ésta una actividad que llevó a cabo después de Guerra Civil Española.
- Gran cantidad de sagrarios (como el del Hospital de Tavera, la Maternidad).
- Báculo del obispo Miranda con aplicaciones de esmaltes y con repujados.
- Imagen de Santa Cecilia, propiedad del Ayuntamiento.

### Restauraciones y recuperaciones
Julio Pascual fue llamado en varias ocasiones para hacer restauraciones de obras muy valiosas que en muchos de los casos se daban por perdidas, sobre todo a raíz de la Guerra Civil Española durante la cual resultaron dañadas muchas piezas de arte. Otras veces su trabajo consistió en la valoración y estudio con el requerimiento de un informe detallado y otras (como la custodia de Arfe) en una limpieza minuciosa con posterior montaje que sólo un experto podía llevar a cabo.
- Restauración de la gran reja del presbiterio de San Juan de la Penitencia que había quedado hecha chatarra después del incendio sufrido por el convento. Su trabajo terminó con un estudio exhaustivo sobre la historia de esta reja después del cual dio a conocer su convicción de que el autor de esta obra había sido Juan Francés.
- A petición del deán Polo Benito hizo un estudio sobre las grandes rejas de la catedral de Toledo después de lo cual pudo asegurar que era un trabajo en hierro y plateado con láminas gruesas de este metal que va desapareciendo poco a poco a causa de la fricción.
- También hizo un estudio histórico sobre la reja del coro de la catedral, cuyo autor fue Céspedes. Descubrió que este rejero, en competencia con Villalpando hizo un trabajo superior que necesitó la colaboración de algunos arquitectos, cuyos gastos no había previsto, lo que le llevó a la ruina.
- Restauró las rejas de la capilla mayor, del coro y de la Capilla de la Virgen del sagrario.
- Desarmó la custodia de Arfe de la catedral obligado por el Gobierno de la Segunda República con el fin de meterla en cajas durante la incautación del Tesoro Catedralicio en septiembre de 1936, volviéndola a armar en 1939 por petición del Cardenal Isidro Gomá. Este trabajo era casi imposible de realizar en aquella época en que no se contaba con los métodos y técnicas modernos al servicio de la restauración. Para hacerlo era preciso ser un buen orfebre.
- En el Hospital de Tavera hizo una reconstrucción a modo de rompecabezas con el Jesús resucitado del Greco; con todos los trozos dispersos fue capaz de recomponer la obra. También encontró la cabeza del retrato de Tavera (obra del Greco) para reintegrarla en el grupo a que pertenecía.

## Honores y galardones
- Cruz de Alfonso XII, recibida el 28 de marzo de 1929.
- Premio Nacional de Artes decorativas, el 17 de marzo de 1930.
- Homenaje y celebración de la concesión de la Encomienda de la Orden Civil de Alfonso X el Sabio, el 29 de mayo de 1952, con la asistencia de importantes personalidades del arte, la nobleza y la religión, más un gran número de cartas de adhesión al acto.